# Bhikhi
Bhikhi là một thị xã và là một nagar panchayat của quận Mansa thuộc bang Punjab, Ấn Độ.

## Địa lý
Bhikhi có vị trí 30°04′B 75°32′Đ / 30,07°B 75,53°Đ Nó có độ cao trung bình là 219 mét (718 foot).

## Nhân khẩu
Theo điều tra dân số năm 2001 của Ấn Độ, Bhikhi có dân số 15.078 người. Phái nam chiếm 53% tổng số dân và phái nữ chiếm 47%. Bhikhi có tỷ lệ 53% biết đọc biết viết, thấp hơn tỷ lệ trung bình toàn quốc là 59,5%: tỷ lệ cho phái nam là 57%, và tỷ lệ cho phái nữ là 48%. Tại Bhikhi, 14% dân số nhỏ hơn 6 tuổi.